# Jewgienij Iljin
Jewgienij Aleksandrowicz Iljin, ros. Евгений Александрович Ильин, (ur. 17 sierpnia 1937 w Kuźniecku, w obwodzie penzeńskim ZSRR) – pułkownik służby medycznej, był członkiem radzieckiego korpusu kosmonautów.

## Wykształcenie
W 1955 w Moskwie ukończył szkołę średnią, a później został słuchaczem Wojskowej Akademii Medycznej im. S. M. Kirowa w Leningradzie. W 1961 został absolwentem wydziału szkolącego lekarzy lotniczych.

## Kariera zawodowa
Po studiach został młodszym pracownikiem naukowym w jednym z laboratoriów Instytutu Medycyny Lotniczej i Kosmicznej Lotnictwa Wojskowego. W latach 1961–1964 zajmował się tematem fizjologicznych podstaw różnych wariantów atmosfery dla statków kosmicznych. 
W styczniu 1964 Iljin został oddelegowany do Ministerstwa Zdrowia ZSRR (do Instytutu Problemów Medyczno-Biologicznych). Pozostał jednak w czynnej służbie wojskowej. Od 1965 brał udział w przygotowywaniu eksperymentów biologicznych przeprowadzanych zarówno na bezzałogowych jak i załogowych statkach kosmicznych m.in. takich jak: Kosmos 110, Zond-9, Salut 1, Sojuz 12, Sojuz 13 i innych.
W lecie 1965 wśród lekarzy Instytutu Problemów Medyczno-Biologicznych ogłoszono nabór celowy do zaplanowanego na 1967 rok lotu statku serii Woschod. Miała to być 5-dniowa wyprawa, której program, praktycznie w całości, był poświęcony badaniom i eksperymentom medycznym. Iljin pomyślnie przeszedł badania w Centralnym Wojskowym Naukowo-Badawczym Szpitalu  Lotnictwa (ЦВНИАГ) i otrzymał zgodę na rozpoczęcie przygotowań do lotu. Razem z nim wybrano jeszcze dwóch innych lekarzy – Aleksandra Kisielowa oraz Jurija Sienkiewicza. Ta trójka kandydatów rozpoczęła trening na makiecie statku Woschod jaką zainstalowano w IPMB. Równolegle kandydaci na kosmonautów brali udział w przygotowywaniu naukowego programu lotu. W 1966, w związku z decyzją o wcześniejszym zakończeniu realizacji programu Woschod przerwano szkolenie lekarzy w Instytucie Problemów Medyczno-Biologicznych, a grupę kandydatów do lotu rozformowano.
W 1967 został starszym pracownikiem naukowym IPMB. Prowadził m.in. badania nad wpływem na organizm człowieka podczas długotrwałego przebywania w warunkach podwyższonego stężenia dwutlenku węgla. Od października 1967 do marca 1969 był lekarzem-fizjologiem 13 radzieckiej wyprawy antarktycznej. W kwietniu 1970 w IPMB został jednym z kierowników programu biomedycznych badań na zwierzętach realizowanych podczas bezzałogowych lotów na statkach serii „Bion”. Miał duży wkład w przygotowanie programów naukowych i metodyk badawczych, które były wykorzystane na biosatelitach serii „Kosmos”. W kręgu zainteresowań Iljina była również mikrograwitacja i jej wpływ na organizm.
W latach 1978–1980 był współprzewodniczącym komitetu bioastronautyki Międzynarodowej Federacji Astronautycznej. Od 1980 kierował jednym z wydziałów Instytutu Problemów Medyczno-Biologicznych, a od kwietnia 1988 został Zastępcą Dyrektora Instytutu ds. naukowych. 6 kwietnia 1990 rozkazem Ministra Obrony ZSRR w stopniu pułkownika został przeniesiony do rezerwy.

## Działalność w organizacjach naukowych
Członek Rosyjskiego Towarzystwa Fizjologicznego im. I. P. Pawłowa. Należy do komitetu ds. kosmosu Rosyjskiej Akademii Nauk. Jest autorem lub współautorem ponad 120 prac naukowych.

## Nagrody i odznaczenia
W 1977 został laureatem Nagrody Państwowej w dziedzinie nauki i techniki.